# جيرهارد كونوبكا
جيرهارد كونوبكا (بالإنجليزية: Gerhard Konopka)‏ هو عسكري أمريكي، ولد في 27 مارس 1911 في Trzciel ‏ في بولندا، وتوفي في 29 يناير 1997 في دارمشتات في ألمانيا.